# Qualificazioni al campionato mondiale di calcio 2022 - AFC - seconda fase - girone G
Questa voce raccoglie i risultati delle partite del girone G valido come secondo turno di qualificazione al Campionato mondiale di calcio 2022 per la zona di competenza dell'AFC.
| Squadra             | P.ti | G | V | P | S | RF | RS | DR  |
| ------------------- | ---- | - | - | - | - | -- | -- | --- |
| Emirati Arabi Uniti | 18   | 8 | 6 | 0 | 2 | 23 | 7  | +16 |
| Vietnam             | 17   | 8 | 5 | 2 | 1 | 13 | 5  | +8  |
| Malaysia            | 12   | 8 | 4 | 0 | 4 | 10 | 12 | -2  |
| Thailandia          | 9    | 8 | 2 | 3 | 3 | 9  | 9  | 0   |
| Indonesia           | 1    | 8 | 0 | 1 | 7 | 5  | 27 | -22 |

## Risultati

### 1ª giornata
| Pathum Thani 5 settembre 2019, ore 19:00 UTC+7 | Thailandia | 0 – 0 referto | Vietnam | Thammasat Stadium (19 011 spett.)\| Arbitro: \| Al-Athbah \| |
| Arbitro:                                       | Al-Athbah  |               |         |                                                              |

| Arbitro: | Ko |

|               |           |                               |
| Beto 11’, 38’ | Marcatori | 36’, 90+6’ Sumareh 65’ Syafiq |

### 2ª giornata
| Arbitro: | Ma |

|  |           |                                        |
|  | Marcatori | 55’, 71’ Supachok 65’ (rig.)Theerathon |

| Arbitro: | Kimura |

|           |           |                   |
| Syafiq 1’ | Marcatori | 43’, 75’ Mabkhout |

### 3ª giornata
| Arbitro: | Bonyadifard |

|            |           |  |
| Nguyễn 40’ | Marcatori |  |

| Arbitro: | Makhadmeh |

|                                                       |           |  |
| Ibrahim 40’ Mabkhout 51’, 63’ (rig.), 72’ Ahmed 90+3’ | Marcatori |  |

### 4ª giornata
| Arbitro: | Al-Khudhayr |

|             |           |                                  |
| Bachdim 84’ | Marcatori | 26’ Do 55’ (rig.) Quế 61’ Nguyễn |

| Arbitro: | Perera |

|                         |           |                |
| Teerasil 26’ Ekanit 51’ | Marcatori | 45+2’ Mabkhout |

### 5ª giornata
| Arbitro: | Sabah |

|                     |           |              |
| Gan 26’ Sumareh 57’ | Marcatori | 7’ Chanathip |

| Arbitro: | Iida |

|            |           |  |
| Nguyễn 44’ | Marcatori |  |

### 6ª giornata
| Arbitro: | Faghani |

|                 |           |  |
| Safawi 30’, 73’ | Marcatori |  |

| Hanoi 19 novembre 2019, ore 20:00 UTC+7 | Vietnam | 0 – 0 referto | Thailandia | Mỹ Đình National Stadium (40 000 spett.)\| Arbitro: \| Al-Kaf \| |
| Arbitro:                                | Al-Kaf  |               |            |                                                                  |

### 7ª giornata
| Arbitro: | Mahfoodh |

|                               |           |                     |
| Weerawatnodom 5’ Kraisorn 50’ | Marcatori | 39’ Agung 60’ Dimas |

| Arbitro: | Kim |

|                                     |           |  |
| Mabkhout 18’, 90+1’ Lima 83’, 90+2’ | Marcatori |  |

### 8ª giornata
| Arbitro: | Al-Ali |

|                                                         |           |  |
| Nguyễn T L 51’ Nguyễn Q H 62’ Nguyễn C P 67’ Vu V T 74’ | Marcatori |  |

| Arbitro: | Sato |

|                                  |           |             |
| Caio 14’ Lima 33’ Juma Eid 90+4’ | Marcatori | 54’ Mueanta |

### 9ª giornata
| Arbitro: | Sato |

|               |           |                               |
| Guilherme 73’ | Marcatori | 27’ Nguyễn T L 82’ (rig.) Quế |

| Arbitro: | Al-Hoish |

|  |           |                                                      |
|  | Marcatori | 22’, 49’ (rig.) Mabkhout 28’, 55’ Lima 86’ Tagliabúe |

### 10ª giornata
| Arbitro: | Al-Hoish |

|  |           |                  |
|  | Marcatori | 52’ (rig.) Rasid |

| Arbitro: | Al-Qaysi |

|                                             |           |                           |
| Salmeen 32’ Mabkhout 40’ (rig.) Khamees 50’ | Marcatori | 84’ Nguyễn T L 90+3’ Trần |